# Большая Кокшага (заповедник)
Госуда́рственный приро́дный запове́дник «Больша́я Кокша́га» — заповедник (особо охраняемая природная территория) на территории Килемарского и Медведевского районов Республики Марий Эл, Россия.

## История
Основан 14 марта 1993 года Постановлением Совета Министров — Правительства РФ в целях сохранения и изучения уникальных природных комплексов бассейна реки Большая Кокшага. Ранее в этой природной зоне в Марий Эл был заповедник «Марийский», упразднённый после того, как его территория полностью выгорела в жаркое сухое лето 1972 года.
Ранее по территории заповедника проходила ж/д линия Нолька — Новый Цинглок, но она была разобрана в 90-х годах.

## Расположение заповедника
Находится в среднем течении одноимённой реки, несколько выше посёлка Старожильск по течению, в 40 км к западу от Йошкар-Олы. Площадь заповедника составляет 21 428 га.

## Реки и озёра
По территории заповедника протекают реки Большая Кокшага, Шеженер, Витьюм, Шамка, Арья. Есть озеро Шушер.
В связи с ужесточением режима охраны заповедника, байдарочный маршрут по Б. Кокшаге приходится начинать не от посёлка Санчурск Кировской области, а от посёлка Старожильск.

## Рельеф
В рельефе — дюнно-бугристые и пологоволнистые, слаборасчлённые равнины поймы Б. Кокшаги грядово-западинная, заболоченная со старицами, прирусловыми валами и останцами надпойменной террасы.

## Климат
Климат умеренно-континентальный. Зима морозная, а лето умеренно-жаркое. Самый холодный месяц январь, самый тёплый — июль. Среднегодовое количество осадков составляет 538 мм. Вегетационный период длится 128 дней. 

## Флора и фауна
Распространены сосновые леса (лишайниковые, долгомошные, черничные, сфагновые). Значительные площади заняты березняками. Вдоль реки Большая Кокшага — дубово-липовые леса с вязом. Встречаются черноольшаники. Болота в основном переходные. Флора насчитывает свыше 700 видов растений.
Животные — типичные лесные: многочисленны лось, заяц-беляк, белка, обитает кабан, из хищников встречаются куница, ласка, хорь, волк. Есть бурый медведь. 186 видов птиц. Обычны глухарь и тетерев. Гнездятся перелётные (кряква, чирки свистунок и трескунок, серый журавль, серая цапля) и хищные (ястреб-тетеревятник, ястреб-перепелятник) птицы. Из редких птиц, включённых в «Красную книгу России», гнездится скопа. В водоёмах — щука, окунь речной, плотва, карась, линь и др.

## Галерея
- Река Большая Кокшага
- Раковины пресноводных двустворчатых моллюсков — перловиц на песчаной косе посреди реки
- Сусак — водное растение, типичное для флоры Большой Кокшаги
- Сосновый бор на высоком берегу
- Птенцы дикой утки
- Медвежьи следы
- Кипрей на берегах Большой Кокшаги
- Дикая красная смородина